# Roberto Genuin
Roberto Genuin (Falcade, 20 settembre 1961) è un religioso italiano, ministro generale dell'Ordine dei frati minori cappuccini dal 2018.

## Biografia
Nato il 20 settembre 1961 a Falcade, in provincia di Belluno e diocesi di Belluno-Feltre, nel 1972 entra nel seminario serafico di Castelmonte, proseguendo con gli studi fino alla maturità classica.
Vive l'anno del noviziato a Lendinara dove il 4 ottobre 1981 emette la professione temporanea dei voti. Da quell'anno frequenta lo Studio teologico interprovinciale «Laurentianum» a Venezia, affiliato alla facoltà di teologia della Pontificia Università «Antonianum» di Roma e nella città lagunare consegue il baccalaureato in sacra teologia nel 1986. Nel frattempo nel 1985 aveva emesso la professione solenne dei voti. Il 27 giugno 1987 viene ordinato presbitero dal vescovo di Belluno-Feltre Maffeo Giovanni Ducoli.
Dal 1986 al 1991 svolge l'incarico di animatore prima e di direttore poi del Seminario serafico «Madonna dell'Olmo» a Thiene.
Dal 1991 al 1996 frequenta a Roma la facoltà di utroque iure della Pontificia Università Lateranense; qui consegue il dottorato di ricerca con una tesi dal titolo Giusta, grave, gravissima causa nel diritto processuale canonico, risiedendo al contempo presso il Collegio internazionale «San Lorenzo» dei cappuccini.
Conseguito il dottorato, rientra a Venezia dove è nominato guardiano del convento del Redentore, vicedirettore dello Studio teologico «Laurentianum» e docente stabile dello stesso, nella cattedra di diritto canonico. Eletto vicario provinciale nel 1999, viene trasferito nella curia provinciale di Venezia-Mestre, assumendo il ruolo di legale rappresentante della provincia veneta.
Nel 2008 viene eletto ministro provinciale della provincia di «Sant'Antonio», servizio che manterrà per due trienni fino al 2014, quando il consiglio generale lo nomina primo ministro provinciale della provincia veneta di «Santa Croce» (2014-2017), costituitasi dall'unione con la provincia dei cappuccini di Trento.
Terminato l'incarico di ministro provinciale nel 2017 viene nominato guardiano del convento di Rovereto e legale rappresentante del conventi della regione trentina. Da rappresentante legale si impegna per la trasparenza e il rinnovamento dell'amministrazione e l'adeguamento dei nostri luoghi alla normativa civile vigente.
Il 3 settembre 2018 è eletto 73º ministro generale dei frati minori cappuccini durante l'85º capitolo generale dei frati minori cappuccini.
Il 3 settembre 2024 l'86º capitolo generale lo conferma per un secondo sessennio, dal 2024 al 2030.

## Pubblicazioni
- R. Genuin, Giusta, grave, gravissima causa nel diritto processuale canonico, Roma, Pontificia Università Lateranense Editrice, 1996.